# Liste von Karstquellen
Dies ist eine Liste von Karstquellen. Sie enthält eine Auswahl von Karstquellen.

## Liste von Karstquellen

### Hinweise
- Die Schüttungswerte können abweichen, wenn der Herausgeber der Daten lediglich den Durchschnittswert von MNQ und MHQ errechnete. Die mittlere Schüttung liegt deutlich darunter. Falsche Zahlen können auch durch Angeben des MHQ als MQ entstehen.
- Unter Land in der Spalte der Staaten sind die mittleren politischen Ebenen gemeint, wie z. B. in Deutschland und Österreich die Bundesländer oder in der Schweiz die Kantone.
- Eine umfangreiche Liste deutscher, französischer, österreichischer, Schweizer oder US-amerikanischer Karstquellen ist in eigenen Listen aufgeführt. Siehe dazu Liste von Karstquellen in Deutschland, Frankreich, Österreich, Schweiz sowie in den Vereinigten Staaten. Die bedeutendsten Quellen der zuvor genannten Staaten sind in dieser übergeordneten Liste beibehalten.

### Die stärksten Quellen der Staaten

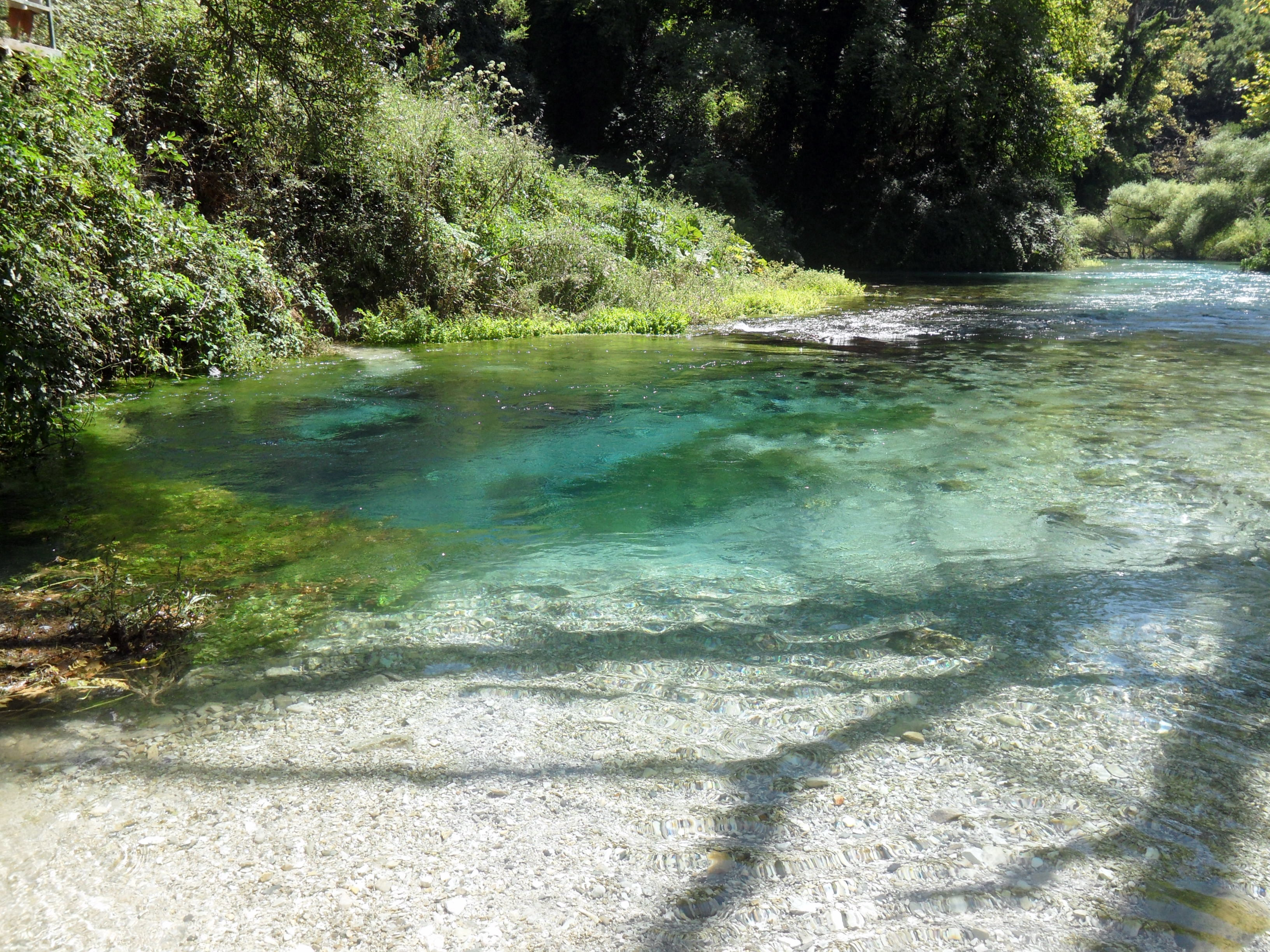
Albanien: Syri i Kaltër (6000 l/s)
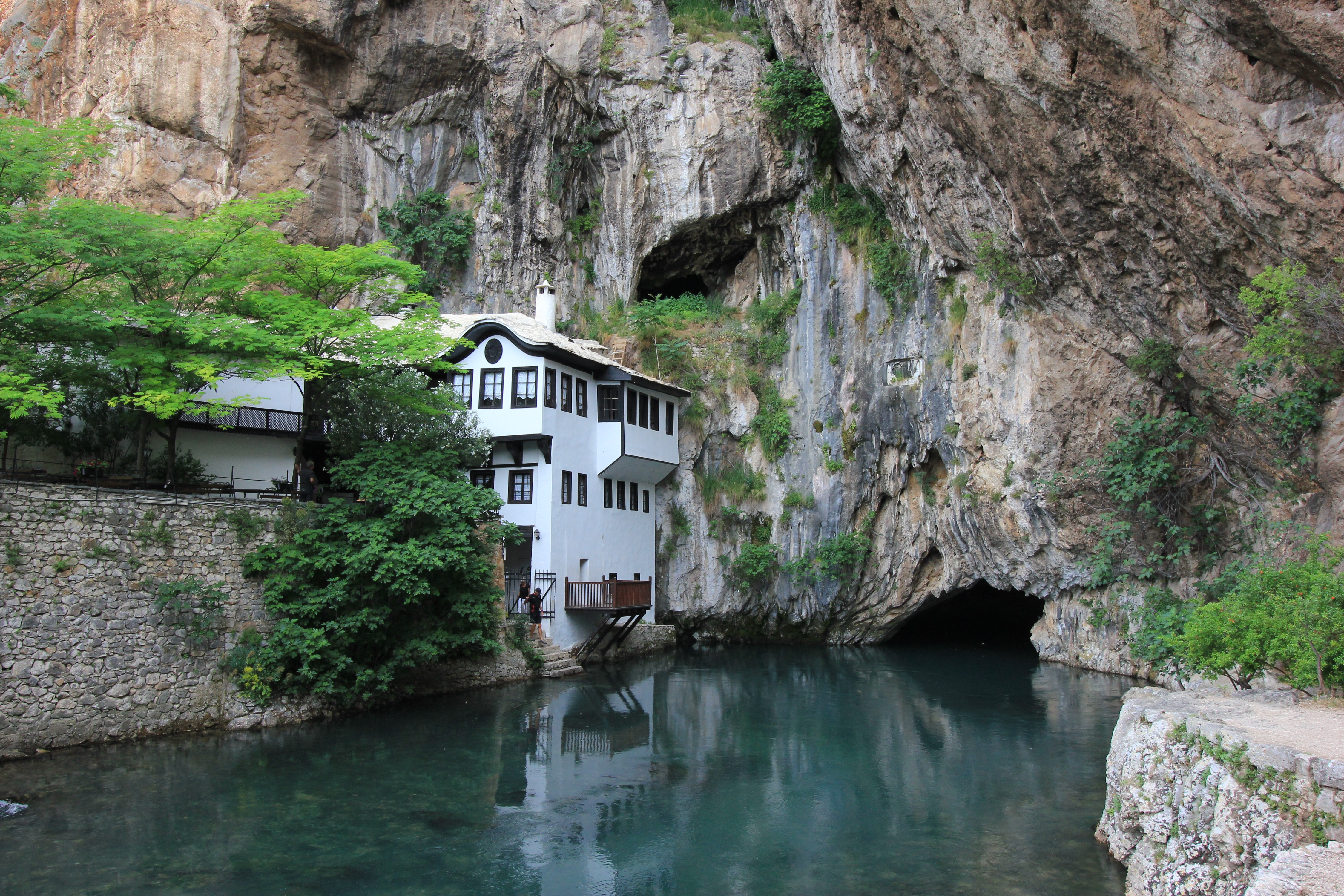
Bosnien und Herzegowina: Vrelo Bune (43.000 l/s)
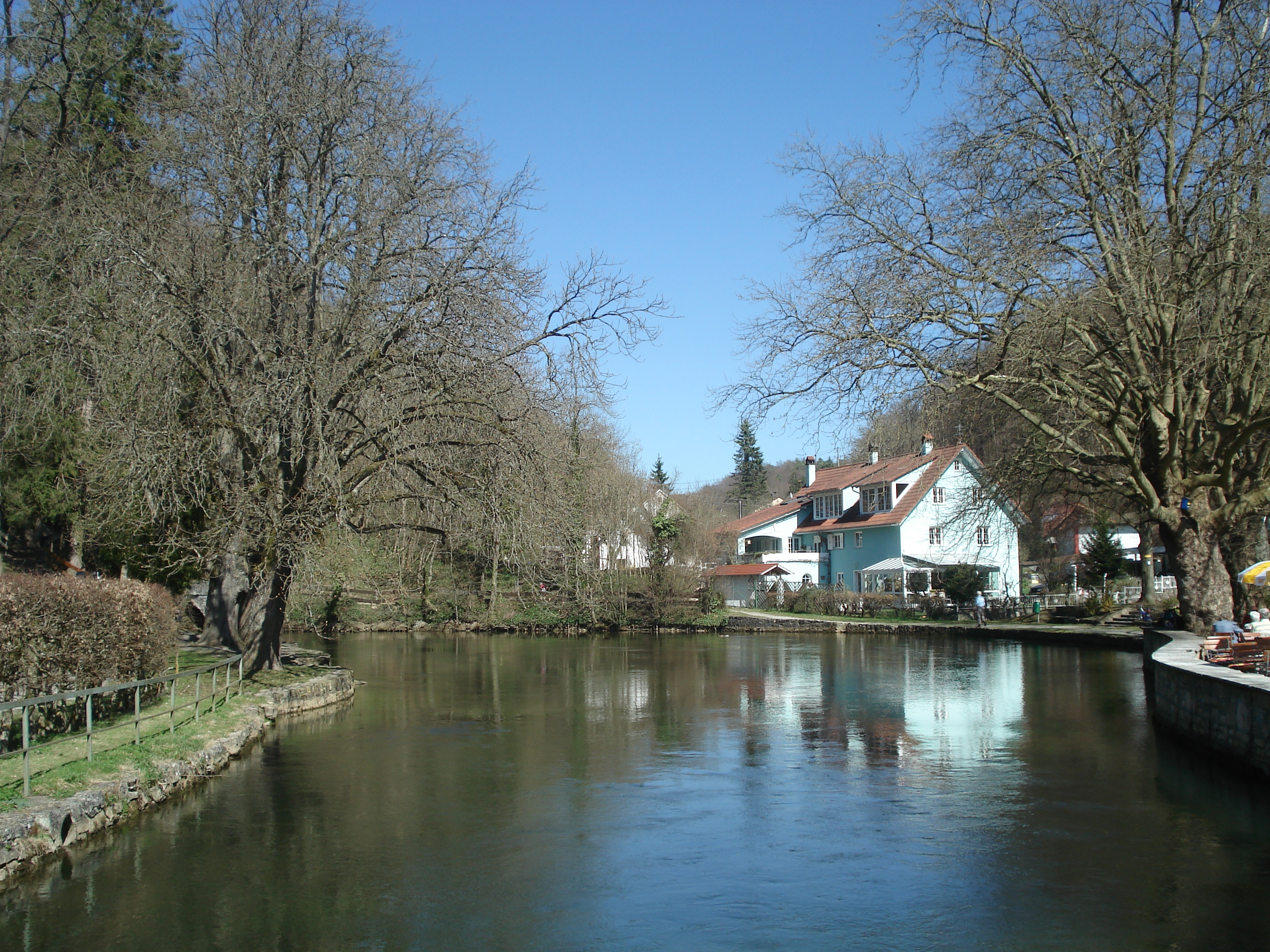
Deutschland: Aachtopf[1] (8590 l/s)
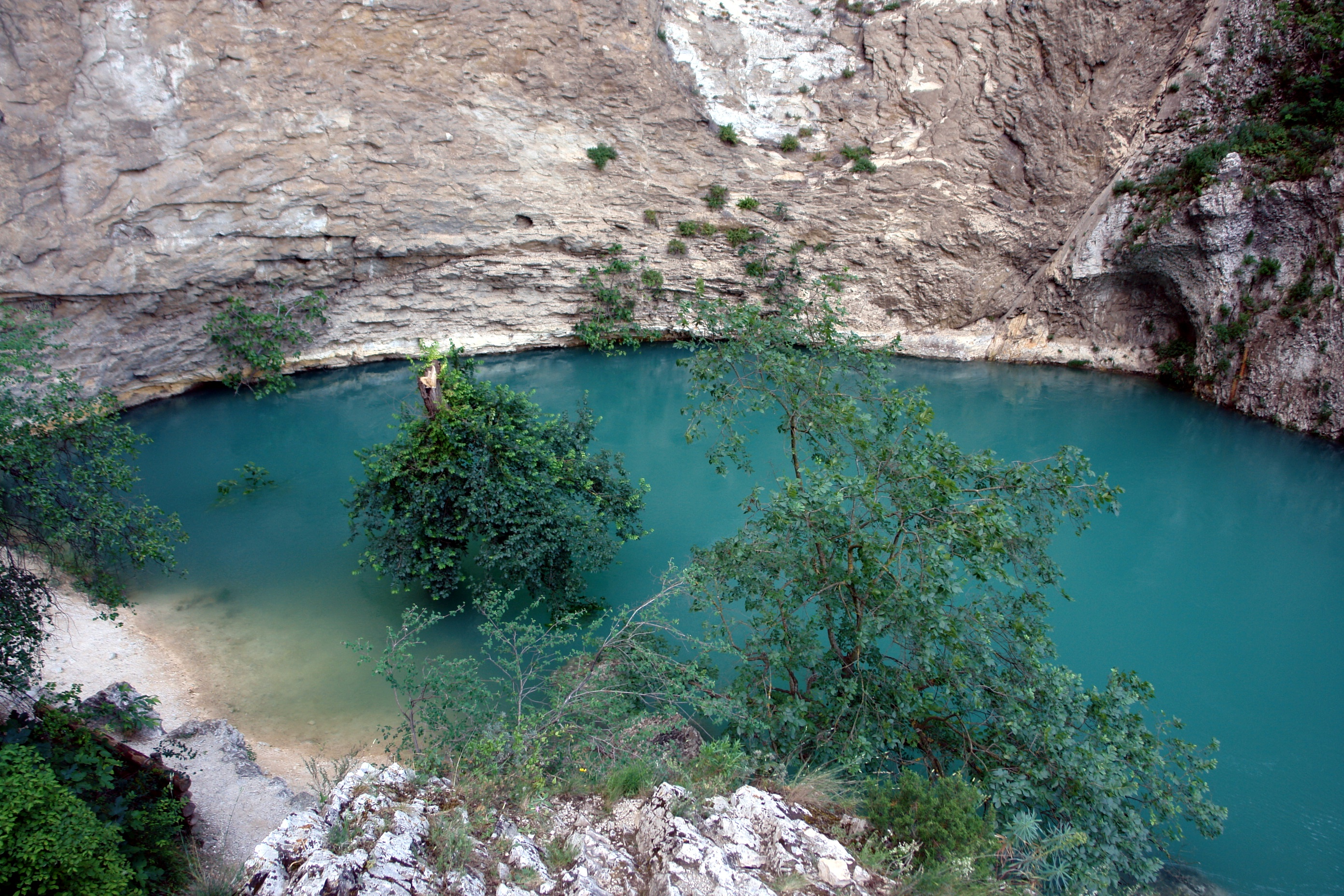
Frankreich: Source de la Sorgue (21.800 l/s)
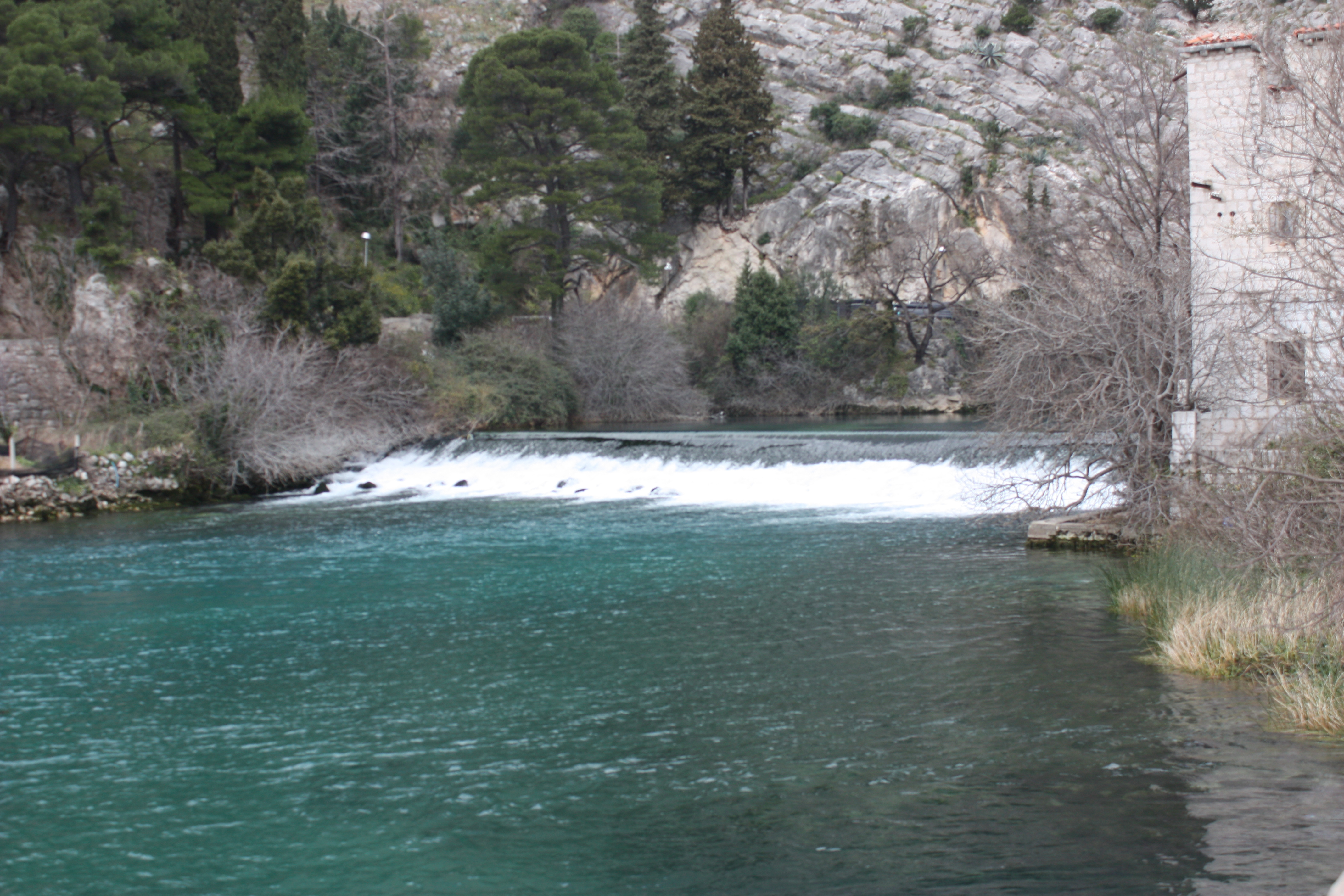
Kroatien: Izvor Omble (24.000 l/s)
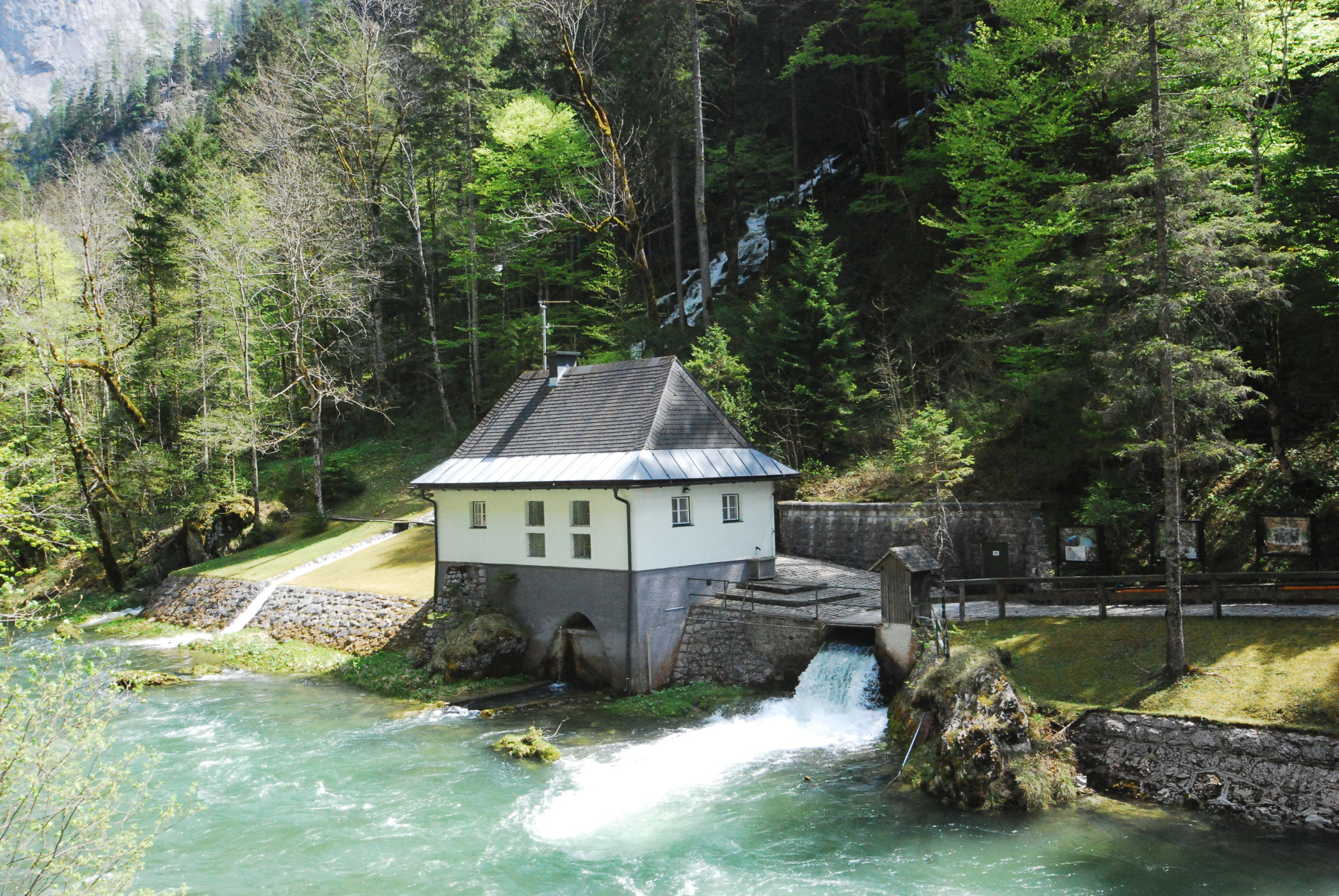
Österreich: Kläfferquelle (4790 l/s)

### Die Liste
| Bild | Name                                               | Mittlere Schüttung (l/s)                       | Ort                               | Staat (Land)                                  | Flusssystem | Lage |
| ---- | -------------------------------------------------- | ---------------------------------------------- | --------------------------------- | --------------------------------------------- | ----------- | ---- |
|      | Aachtopf                                           | 8590                                           | Aach                              | Deutschland (Baden-Württemberg)               | Rhein       | ⊙    |
|      | Source de l’Ain                                    |                                                | Conte                             | Frankreich (Franche-Comté)                    | Rhone       | ⊙    |
|      | Almiros-Quelle                                     | 7500                                           | Iraklio                           | Griechenland (Kreta)                          |             | ⊙    |
|      | Source de l’Areuse                                 | 700                                            | Saint-Sulpice NE                  | Schweiz (Kanton Neuenburg)                    | Rhein       | ⊙    |
|      | Banyas-Quelle                                      | 3000                                           | Tel Dan                           | Israel (Quneitra)                             | Jordan      | ⊙    |
|      | Baotu-Quelle                                       |                                                | Jinan                             | Volksrepublik China (Shandong)                | Xiaoqing    | ⊙    |
|      | Big Spring                                         | 13.000                                         | Van Buren                         | Vereinigte Staaten (Missouri)                 | Mississippi | ⊙    |
|      | Blautopf                                           | 2300                                           | Blaubeuren                        | Deutschland (Baden-Württemberg)               | Donau       | ⊙    |
|      | Brenztopf                                          | 1270                                           | Königsbronn                       | Deutschland (Baden-Württemberg)               | Donau       | ⊙    |
|      | Boka                                               |                                                | Bovec                             | Slowenien (Goriška)                           | Soča        | ⊙    |
|      | Brunnenmühlenquelle                                | 1500                                           | Heidenheim                        | Deutschland (Baden-Württemberg)               | Donau       | ⊙    |
|      | Comal Springs                                      | 9000                                           | New Braunfels                     | Vereinigte Staaten (Texas)                    | Guadalupe   | ⊙    |
|      | Dan-Quelle                                         | 6000                                           | Dan                               | Israel (Galiläa)                              | Jordan      | ⊙    |
|      | Source du Doubs                                    | 1740                                           | Mouthe                            | Frankreich (Franche-Comté)                    | Rhone       | ⊙    |
|      | Doux de Coly                                       | 400                                            | La Cassagne                       | Frankreich (Aquitanien)                       | Dordogne    | ⊙    |
|      | Dumanlı                                            | 50.000                                         | Manavgat                          | Türkei (Antalya)                              | Manavgat    | ⊙    |
|      | Foce del Timavo                                    |                                                | San Giovanni al Timavo            | Italien (Friaul-Julisch Venetien)             | Timavo      | ⊙    |
|      | Fontaine de Fontestorbes                           | 2090                                           | Bélesta                           | Frankreich (Midi-Pyrénées)                    | Garonne     | ⊙    |
|      | Gailachquelle                                      | 650                                            | Mühlheim                          | Deutschland (Bayern)                          | Donau       | ⊙    |
|      | Gallusquelle                                       | 470                                            | Veringenstadt-Hermentingen        | Deutschland (Baden-Württemberg)               | Donau       | ⊙    |
|      | Greer Spring                                       | 10.000                                         | Greer                             | Vereinigte Staaten (Missouri)                 | Mississippi | ⊙    |
|      | Hederquellen                                       | 1900                                           | Upsprunge                         | Deutschland (Nordrhein-Westfalen)             | Rhein       | ⊙    |
|      | Ichetucknee Springs                                | 10.220                                         | Branford                          | Vereinigte Staaten (Florida)                  | Suwannee    | ⊙    |
|      | Izvir Krupe                                        |                                                | Krupa                             | Slowenien (Jugovzhodna Slovenija)             | Donau       | ⊙    |
|      | Izvor Cetine                                       |                                                | Cetina                            | Kroatien (Šibenik-Knin)                       | Cetina      | ⊙    |
|      | Izvor Omble                                        | 24.000                                         | Dubrovnik                         | Kroatien (Dubrovnik-Neretva)                  | Ombla       | ⊙    |
|      | Vrelo Gacke Zwei nahe beieinander liegende Quellen | 3943 l/s (Tonkovićevo vrilo) 3466 l/s (Klanac) | Bei Ličko Lešće (Gemeinde Otočac) | Kroatien (Lika-Senj)                          | Gacka       | ⊙    |
|      | Majerovo vrilo                                     | 3264                                           | Sinac (Gemeinde Otočac)           | Kroatien (Lika-Senj)                          | Gacka       | ⊙    |
|      | Kläfferquelle                                      | 4790                                           | Weichselboden                     | Österreich (Steiermark)                       | Donau       | ⊙    |
|      | Kocherursprung                                     | 680                                            | Oberkochen                        | Deutschland (Baden-Württemberg)               | Rhein       | ⊙    |
|      | Lippequelle                                        | 740                                            | Bad Lippspringe                   | Deutschland (Nordrhein-Westfalen)             | Rhein       | ⊙    |
|      | Source du Lison                                    | 5350                                           | Nans-sous-Sainte-Anne             | Frankreich (Franche-Comté)                    | Rhone       | ⊙    |
|      | Source de la Loue                                  | 6890                                           | Ouhans                            | Frankreich (Franche-Comté)                    | Rhone       | ⊙    |
|      | Mammoth Spring                                     | 9800                                           | Mammoth Spring                    | Vereinigte Staaten (Arkansas)                 | Mississippi | ⊙    |
|      | Source de l’Orbe                                   |                                                | Vallorbe                          | Schweiz (Kanton Waadt)                        | Rhein       | ⊙    |
|      | Paderquellen                                       | 5000                                           | Paderborn                         | Deutschland (Nordrhein-Westfalen)             | Rhein       | ⊙    |
|      | Pießling-Ursprung                                  | 2200                                           | Roßleithen                        | Österreich (Oberösterreich)                   | Donau       | ⊙    |
|      | Punkevní jeskyně                                   |                                                | Vilémovice u Macochy              | Tschechien (Okres Blansko)                    | Donau       | ⊙    |
|      | Rhumequelle                                        | 2000                                           | Rhumspringe                       | Deutschland (Niedersachsen)                   | Weser       | ⊙    |
|      | Rinquelle                                          | 2650                                           | Amden                             | Schweiz (Kanton St. Gallen)                   | Rhein       | ⊙    |
|      | Salzaspring                                        | 704                                            | Nordhausen                        | Deutschland (Thüringen)                       | Elbe        | ⊙    |
|      | Siebenbrünnen                                      |                                                | Lenk                              | Schweiz (Kanton Bern)                         | Rhein       | ⊙    |
|      | Source de la Sorgue                                | 21.800                                         | Fontaine-de-Vaucluse              | Frankreich (Provence-Alpes-Côte d’Azur)       | Rhone       | ⊙    |
|      | Su Gologone                                        | 300                                            | Oliena                            | Italien (Sardinien)                           | Cedrino     | ⊙    |
|      | Syri i Kaltër                                      | 6000                                           | Saranda                           | Albanien (Vlora)                              | Bistrica    | ⊙    |
|      | Sources de la Touvre                               | 13.070                                         | Magnac-sur-Touvre                 | Frankreich (Poitou-Charentes)                 | Charente    | ⊙    |
|      | Vrelo Bosne                                        |                                                | Ilidža                            | Bosnien und Herzegowina (Sarajevo)            | Donau       | ⊙    |
|      | Vrelo Bune                                         | 43.000                                         | Mostar                            | Bosnien und Herzegowina (Herzegowina-Neretva) | Neretva     | ⊙    |
|      | Waldbachursprung                                   | 3100                                           | Hallstatt                         | Österreich (Oberösterreich)                   | Donau       | ⊙    |
|      | Wiederaustritt der Lesse                           |                                                | Han-sur-Lesse                     | Belgien (Wallonien)                           | Maas        | ⊙    |